# Grafisk Arbejdsgiverforening
 Denne artikel bør gennemlæses af en person med fagkendskab for at sikre den faglige korrekthed.

|  | Sammenskrivningsforslag Artiklen Grafisk Arbejdsgiverforening er foreslået føjet ind i GRAKOM - Kommunikationsindustrien. (Siden november 2021) Diskutér forslaget |

Grafisk Arbejdsgiverforening (GA) er det tidligere navn for GRAKOM - Kommunikationsindustrien, der repræsenterer virksomheder inden for trykt og digital kommunikation. 
Grafisk Arbejdsgiverforening opstod som følge af en fusion mellem Dansk Provins Bogtrykkerforening og GO – Grafiske Organisationer i 1991. Forud for det ligger flere fusioner op gennem årene, og reelt har foreningen eksisteret siden 1875.
Navnet Grafisk Arbejdsgiverforening bestod frem til 2015, hvor det ikke længere var dækkende for medlemmerne, der i stigende grad beskæftigede sig med kommunikation i en bredere forstand end blot den grafiske. 
Foreningen var inddelt i syv lokalkredse fordelt ud over landet, og administrationen havde til huse i Helgavej 26 i Odense M.  
Foreningen var medlem af Dansk Arbejdsgiverforening. 

## Grakoms overenskomster
Grakom er part i tre kollektive overenskomster:
- Den grafiske overenskomst indgået mellem HK/Privat, 3F, Danske Mediers Arbejdsgiverforening og Grafisk Arbejdsgiverforening.
- Funktionæroverenskomsten indgået mellem HK/Privat og Grafisk Arbejdsgiverforening.
- Serigraf- og digitalprintoverenskomsten indgået mellem HK/Privat og Grafisk Arbejdsgiverforening.

## Grakom
Grakom er en brancheforening stiftet i 2015 af Grafisk Arbejdsgiverforening (GA), der samtidig skiftede navn og ændrede foreningens struktur. GA's aktiviteter videreføres i hhv. Grakom - Brancheforeningen for Kommunikation, Design og Medieproduktion og Grakom Arbejdsgivere. Grakoms adm. direktør er Thomas Torp, mens Jesper Jungersen, direktør i Aller Tryk, er bestyrelsesformand. 
Foreningen er inddelt i syv lokalkredse fordelt ud over landet, og administrationen har til huse i Møllekajen 7, 3. th., 5000 Odense C og Nybrogade 12, 1203 København K. Grakom udgiver fagbladet GRAKOM. 
Grakom er medlem af Dansk Arbejdsgiverforening.
Selvom Grakom er stiftet i 2015, står foreningen på et bredt historisk fundament, hvor en række organisationer gennem årene har fusioneret i foreningen i takt med den teknologiske udvikling. Dermed har der reelt været aktiviteter i foreningens regi siden 1875. 